# Ахуба Уша Погозівна
Уша Погозівна Ахуба (1915, село Чилов, тепер село Члоу, Очамчирський муніципалітет, Абхазія, Грузія — 1992, місто Москва, Російська Федерація) — радянська діячка, колгоспниця колгоспу імені Ворошилова Очамчирського району Абхазької АРСР Грузинської РСР. Делегат VIII надзвичайного з'їзду Рад СРСР. Депутат Верховної ради СРСР 1-го скликання.

## Життєпис
Народилася в бідній родині пастуха Погоза (Пагоза) Ахуби. Батько помер, коли Уші виповнився один рік. Незабаром померла і мати.
З 1928 року — колгоспниця колгоспу імені Ворошилова Очамчирського району Абхазької АРСР, знатна рекордсменка-збирачка чайного листа, стахановка в сільському господарстві. Одночасно навчалася в сільській школі.
У 1937 році стала кандидатом у члени ВКП(б).
Закінчила Сільськогосподарську академію імені Тімірязєва в Москві. Після закінчення академії — на радянській роботі в Абхазькій АРСР.
Подальша доля невідома.

## Нагороди
- орден Трудового Червоного Прапора (7.01.1944)
- Золота медаль Всесоюзної сільськогосподарської виставки СРСР
- медалі